# 酒粕
酒粕（さけかす、酒糟）とは、日本酒などのもろみを、圧搾した後に残る白色の固形物のことである。
酒米を醸造すると重量比で25%ほどの酒粕が取り出され、その成分は日本食品標準成分表によると、水分51%・炭水化物23%・蛋白質13%・脂質・灰分となっており、他にもペプチド・アミノ酸・ビタミン・酵母など栄養素に富んでいるので、健康効果が期待される食品としての価値が見直されている。1975年以降、年々、日本酒の生産量が減少していることと、大手を中心に一部の日本酒メーカーが高熱液化仕込み（高温糖化法）を採り入れていて液化粕になり、主に飼料、肥料として処理されることから、副産物である酒粕も食用としての流通量は減少傾向にある。2013年7月 - 2014年6月までの産出量は41906トン弱。2014年7月 - 2015年6月までの見込み産出量は約42000トンである（食料新聞より）。
味醂のもろみから取れる味醂粕（こぼれ梅）はもち米を含むことから風味が異なり、焼酎のもろみから取れる焼酎粕はクエン酸を多量に含むので酸味を有する。

## 酒粕の種類
- 板粕 - 清酒と分離、圧搾された酒粕を剥がしたもの（圧搾には醪自動圧搾機が使用されることが多く、その場合、板状で酒粕が残る）。地方によっては白い酒粕全てを板粕と呼ぶ。
- ばら粕 - 板状にとれなかった酒粕。時間的・人手的にとれない場合と、大吟醸・吟醸酒の酒粕は米を低温醗酵させているので米粒が融けきれない場合が多く、圧搾機の濾布板から板状に取ろうとするとボロボロになったり、酒成分が多く残り、柔らかすぎて板状に取れない物理的要因の場合がある。地方によっては粉粕（こがす）と呼ばれる。
- 練り粕 - 酒粕を柔らかいペースト状に練った物。酒精を加える場合もある。
- 踏込み粕 - ばら粕及び板粕をタンクに足で踏込み、空気を追い出して、4 - 6か月熟成（発酵）させたもの。色も茶色・及び黄金色のものが多い。地方によって、「押し粕」「諸白（もろはく）粕」「練り粕」「踏みかす」「土用かす」等と呼ばれる。酢原料・漬物用に使用されることが多い。
- 成形粕 - ばら粕を練りこんで棒状に押し出し、板粕状にしたもの。「ニュー板粕」と呼んでいる業者もある。近年、蔵元も機械化や人手不足により板粕を取らなくなっており、板粕が不足しているために製造されたもので、代替品の意味合いが強い。練り込んでいるため使いやすいが、練ることにより米麹が壊れ、また酸化されるため風味に欠ける[要出典]。

家庭や飲食店での粕漬け、粕汁、甘酒づくり用といった従来用途に加え、近年では酒粕を加工したり更に乳酸発酵させたりした調味料など各種料理用の製品や、酒粕を使った栄養補助食品などが開発されるようになった。

## 利用
酒粕は、そのまま食料としたり、料理の材料・原料として利用されている。粕はそのままで食べることができるが、直火で焼く（もしくは電子レンジ、オーブントースター等で軽く加熱する）と風味が引き立ち、砂糖をまぶして菓子のように食べる場合（「もみじ焼き」「雪もみじ焼き」等と呼ばれている）もある。乳製品と相性がいい。

### 酒粕を使う料理

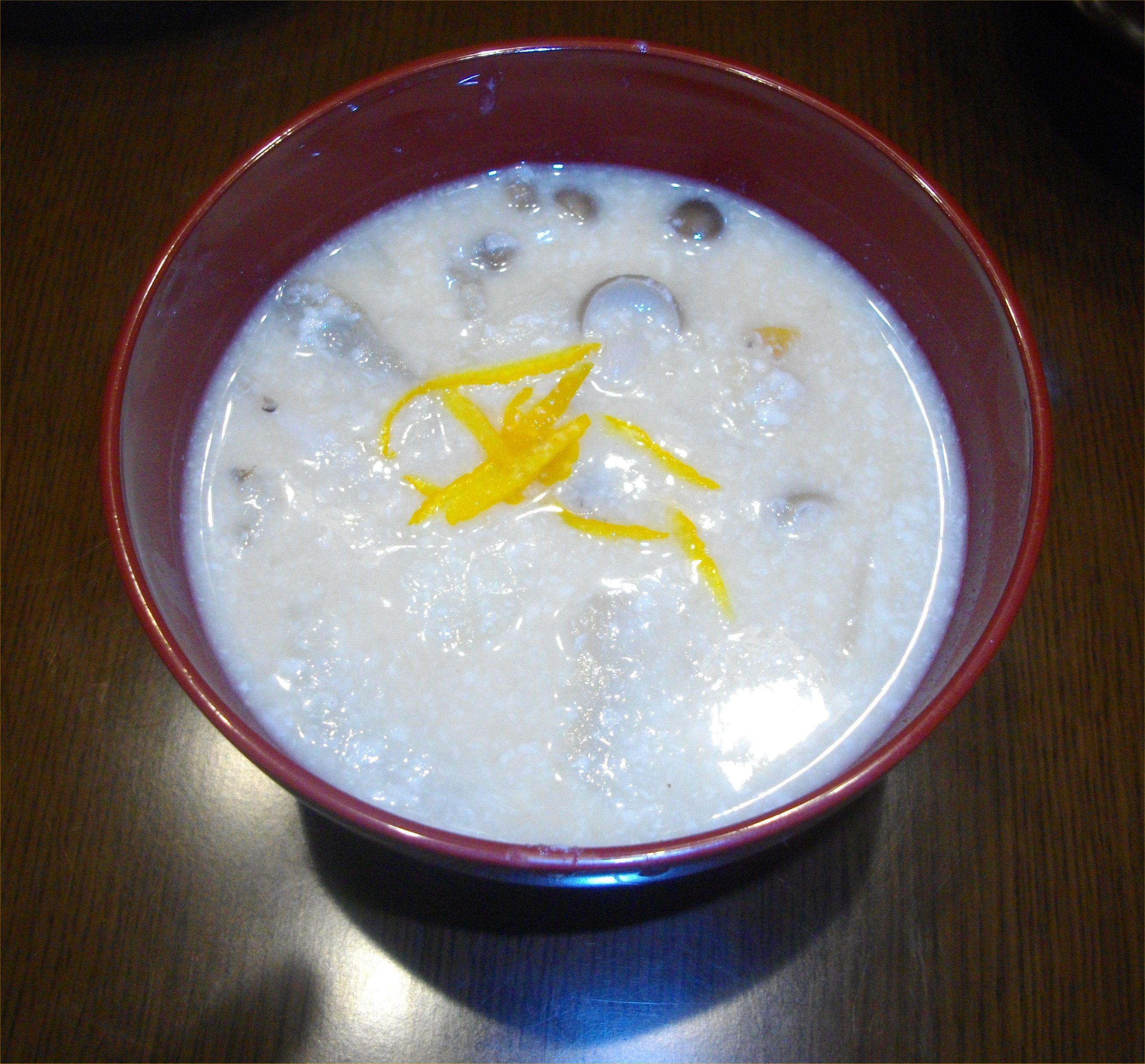
粕汁

- 甘酒 - 酒粕を溶かして甘味を加えたもの。（米と米こうじからつくる甘酒もある）
- 漬物 - わさび漬けや粕漬け（魚や肉）・奈良漬け（踏込み粕を使う）などの漬物「床」に用いられる。
  - 酒粕焼き - 魚や肉の粕漬けを焼いたもの。味噌などを入れることもある。焦げやすいため、焼く前に酒粕を落とす必要がある。
- 粕汁 - 味噌も同時に使用することもある。魚（主にブリ・鮭・皮クジラ）、油揚げ、蒟蒻、ダイコンが材料に使用されている。
- 酒粕煮 - 鮭・ダイコン
- しもつかれ - 栃木県の郷土料理。鮭の頭と、野菜の切り屑など残り物を大根おろしと混ぜた料理である。
- 酒粕に残っている酵母を製パンに利用することもできる。この酵母は「酒種」と呼ばれる。この場合、搾りたての酒粕を使用する必要がある。あんパンは、当初酒種を用いて作られた。
- お好み焼き - 広島県竹原市では、お好み焼きの生地に酒粕や日本酒を練り込んだ「たけはら焼」を提供するお好み焼き店が存在する[5]。竹原市は東広島市西条地区・安芸津地区と共に、広島県の酒どころである。

### 酒粕を原料にする製品
- 粕酢（酒粕酢） - 酒粕を酢酸発酵させることで作る食酢の1種。特に熟成させた酒粕を原料として作られた粕酢は、赤みを帯びていることから、赤酢と呼ばれている。主に寿司（鮨）酢として利用される。江戸時代、酒作りの副産物である酒粕を原料とした酒粕酢は、コメから直接作った米酢よりも安価だったため、この酒粕酢が、食酢を使った寿司の普及に一役買ったと言われている。戦後の物資不足と黄変米事件が原因となって、現在は一般家庭では出回らず、飲食店でも使う店は少数で、使う場合でも他の酢で割って使う場合が多い。
- 酒粕焼酎 - 原料として、酒粕以外に、必ず麹が使用されている。まず、酒粕、麹、水を加えた状態、すなわち醪（もろみ）を作って醗酵させる。こうして醗酵させた醪を蒸留して作った酒。こちらは酒粕焼酎とだけ呼ばれ、粕取焼酎とは呼ばれない。
- 粕取焼酎 - 戦後の密造酒を指していう「カストリ」と混同されることもあるが別物である。原料には「酒粕」とだけあり、麹は使っていない。酒粕を加熱し、酒粕に残っているエタノールなどの揮発成分を取り出して作った酒である。なお、蒸気が通るよう酒粕とモミガラと混合し、それを蒸して酒粕に残っていたエタノールなどの揮発成分と共に、モミガラの香りなどの成分も取り出して作った酒も存在する。また、酒粕を原料としていることには変わりがないことから酒粕焼酎に分類される場合もある。

### 食用以外の利用
俗に美白効果があるとされ、水で溶いて顔にパックを施すなどの方法で美容素材として用いられることがある。また、酒粕を配合した基礎化粧品なども市販されている。そうした際にはアルブチンやリノール酸の含有が“美容成分”として強調されることが多い。

## 酒酔い
酒粕の状態にもよるが、日本食品標準成分表によるとエタノールが約8%程度残存しているので、摂取した後自動車の運転や機械類を操作すると法律違反となる可能性がある。生食は酒酔いになりやすい。酒に弱い人や子供が食べると酒を飲んだ時と同様となり、20歳未満の者の飲酒と同様の問題が起こる可能性があるので、摂取量や誤食には注意が必要となる。なお、2006年9月15日に粕汁2杯を食べて自動車で帰宅していた神戸市の教師が呼気1リットル中、0.15ミリリットルのエタノールが検出されたとして2007年3月に酒気帯び運転容疑で書類送検されたという事例もある。このように、十分に酒粕を加熱するなどして、酒粕中のエタノールを揮発させないと問題が起こる場合がある。
酒を摂取したかどうかに関係なく血中のアルコールが危険をもたらすのであって、交通法規もそこに基準を取っている。酒酔い運転で逮捕され、言い逃れのために奈良漬けを食べただけだと主張する者もいたが、実際には呼気から十分な濃度のアルコールが検出されれば例外なく検挙対象となり、どうやってアルコールを摂取したかについては問われない。なお2007年4月26日に警察庁が「アルコールが運転に与える影響の調査研究」という報告書の中で、奈良漬け50グラム（7切れ程度）、ウイスキーボンボン3個をそれぞれ、15〜20人に摂取させて呼気中アルコール濃度を調べたところ、いずれも20分後には呼気中濃度はゼロになり、運転能力への顕著な影響もみられなかったという実験結果を公表している。奈良漬けは最も高い商品で3％、ウイスキーボンボンは2％だった。

## 酒粕の特色
酒粕は、清酒製造時の副産物のため、原料米由来の胚芽等が含まれることがある。また、伝統的な酒造道具（木桶等）を使用して製造されるため、それらが剥離し酒粕の中に混入することもまれにある。
発酵臭を有するためショウジョウバエを誘引することがある。
酒粕はエタノールや乳酸、生きた微生物が含まれているので、雑菌が繁殖しにくく腐りにくい。ただし、含まれる酵素により熟成が進み、また、糖分とアミノ酸がメイラード反応し、白色→黄色→ピンク色→褐色→焦げ茶色→黒色となる。変化の進み具合は温度、時間に依存する。
漬物用酒粕は4か月 - 1年程熟成させた酒粕を、酢原料酒粕は1 - 7年熟成させた酒粕を使用するのが一般的である。
市販の酒粕商品は、保存方法を「要冷蔵保存」あるいは「直射日光、高温多湿を避け、涼しいところでの保存」を記載している。
また、熟成に伴い、茶色等の着色や軟化など風味が変化していくことを記載し、この変化を抑えたい場合は冷蔵庫あるいは冷凍庫での保存を勧める旨を表示している商品が多い。
-18℃以下であれば3年間以上保存しても品質が大きく劣化することはない。また、熟成の過程でアミノ酸の一種・チロシンが結晶化し表面に白い斑点状のものが現れることがあるが、食べても問題はない。
しぼりたては香りは豊かだが、やや硬く、味が薄い。1週間ほど熟成させると香りは薄まるが、しっとりと軟らかくなり、味が出てくる。
酒粕には、体内の消化酵素で分解されにくく食物繊維様の生理機能を有するタンパク質であるレジスタントプロテインが含まれている。